# Hydrolutos breweri
Hydrolutos breweri (лат.) — вид пещерных полуводных прямокрылых насекомых рода Hydrolutos (семейство Anostostomatidae). Эндемик Венесуэлы, обнаружен в пещере Cueva Charles Brewer (Churí-tepui, Гвианское нагорье).

## Описание
Внешне сходен с бескрылыми кузнечиками или сверчками. Длина тела более 4 см, задней ноги — около 8 см. Крыльев нет. Общая окраска тёмно-коричневая. Глаза хорошо развиты, овальные, пигментированные. Усики очень длинные, примерно в 2,5 раза длиннее тела. Нижнечелюстные щупики 5-члениковые, последний членик вздутый, покрыт тонкими микросетами. Длина задней голени 35 мм, задней лапки — 11 мм, а бедра — 35 мм. Плевральные и стемальные области груди и брюшка покрыты тонкими микротрихиями, образующими пластрон. Клипеусом треугольной формы отличается от близкого вида Hydrolutos chimantea, а от Hydrolutos aracamuni отличается окраской щупиков, от Hydrolutos raraimae и Hydrolutos auyan отличается сердцевидной формой лабрума (у двух вышеназванных видов лабрум овальной формы).

## Экология
Многочисленные особи Hydrolutos breweri наблюдались бегающими и плавающими в потоках пещерных водоёмов, на дне, а также лазающими по стенам вне воды. Благодаря способности цепляться с помощью сильных ног и когтей лапок этот вид способен двигаться даже против сильного течения. В постоянной пещерной темноте был активен все 24 часа, а не только в ночное время, как было ранее известно для других членов рода (Issa & Iaffe 1999). Тем не менее, Hydrolutos breweri не может считаться троглобионтом из-за отсутствия типичных приспособлений (например, нет редукции глаз и светлой окраски).

## Этимология
Вид был впервые описан в 2010 году словацкими энтомологами Томашом Деркой (Tomáš Derka) и Петром Федором (Peter Fedor; Faculty of Natural Sciences, Comenius University, Братислава) и назван в честь известного венесуэльского натуралиста и исследователя Карла Бривера-Кариаса (Charles Brewer-Carías, называемого «Венесуэльский Индина-Джонс»), в признание его крупного вклада в исследование Гвианского нагорья, возглавлявшего более 200 экспедиций и открывшего там несколько крупных карстовых пещер. Именно в крупнейшей кварцитовой пещере, им же открытой и носящей его имя и был найден данный вид прямокрылого насекомого